# Église Saint-Pierre de Beaulieu-lès-Loches
Pour les articles homonymes, voir Église Saint-Pierre.
L'ancienne église Saint-Pierre de Beaulieu-lès-Loches est une église catholique située à Beaulieu-lès-Loches, en France.
Cet édifice est aujourd'hui presque entièrement détruit.

## Histoire
L'église aurait été fondée en 1004.
L'édifice est par la suite reconstruit à plusieurs reprises, les vestiges conservés aujourd'hui dateraient majoritairement du XIIIe siècle.
Des traces de peinture du XVe siècle subsistent sur les parements (mur Est de la nef et collatéraux).
Aujourd’hui, cet édifice est presque entièrement détruit : ne subsistent qu'un grand mur de la nef, le chœur et une tour cylindrique d'escalier (qui menait au clocher). Tous les vestiges sont désormais intégrés à une maison d'habitation.
Les murs sont inscrits aux Monuments historiques par arrêté du 14 septembre 1949.

## Description
Le chœur est conçu sur un plan barlong, éclairé par un triplet de baies en arc brisé sur son mur oriental.
Des arrachements de part et d'autre du chœur laissent penser que celui-ci remplace une travée plus ancienne, détruite.
Une tour d'escalier, cylindrique, occupe l'angle rentrant. Cet escalier est tout ce qui subsiste du clocher de l'église.
Le chœur est relié au mur Est de la nef par une arcade d'ogives surbaissée (en tiers-point).